# 90806 Rudaki
90806 Rudaki este o planetă minoră (asteroid), cu un diametru de 2,443 km, din centura de asteroizi. A fost descoperită pe 4 ianuarie 1995 la Colleverde⁠(d) de Vincenzo Silvano Casulli⁠(d). 
Obiectul prezintă o orbită caracterizată de o semiaxă mare de 2,3433075281893 UAi, o excentricitate de 0,25, o înclinație de 20,4 ° în raport cu ecliptica.